# Piper subfalcatum
Piper subfalcatum är en pepparväxtart som beskrevs av Truman George Yuncker. Piper subfalcatum ingår i släktet Piper och familjen pepparväxter. Inga underarter finns listade i Catalogue of Life.